# Клек (планина у БиХ)
Клек је ниска планина у Босни и Херцеговини.
Налази се у средњој Босни, у близини Завидовића. Планина је висока 777 метара надморске висине. У подножју планине Клек тече ријека Криваја.